# أمر (الإسلام)
الأمر في اللغة بمعنى: الطلب أو الحال والشأن والسلطة،  ومنه قول الله تعالى: ﴿لله الأمر﴾. وفي علم أصول الفقه هو الأمر الشرعي، الصادر عن الله ورسوله، أو بمعنى: المأمور به شرعا. المقتضي طاعة المأمور بفعل المأمور به، أو استدعاء الفعل بالقول على جهة الاستعلاء، أو استدعاء الفعل بالقول أو ما يقوم مقامه على جهة الاستعلاء. والاستدعاء بمعنى: الطلب.

والأمر الحقيقي هو استدعاء بالقول والطلب من لوازم الأمر الحقيقي. والاستدعاء الحاصل بغير القول الصريح مجازي.
وقد يستدعى الفعل بغير قول. والأمر لا يقتضي الجزم مطلقا. وللأمر صيغة تدل بمجردها عليه.

## صيغة الأمر
الأمر بالمعنى الشرعي: «ما أمر به الشرع» وصيغة الأمر: «القول الدال عليه» وهو: حقيقة في الطلب الجازم، بمعنى: الدلالة على الإلزام، مجاز في غيره. والأصل في صيغة الأمر لفظ الأمر: «افعل» ويقابله في النهي لفظ «لا تفعل».

## معاني الأمر
يطلق الأمر حقيقة على الوجوب ومجازا لمعان أخرى. ومن معاني الأمر:
- الإلزام مثل قول الله تعالى: ﴿أقيموا الصلاة﴾
- الإباحة مثل قول الله تعالى: ﴿وإذا حللتم فاصطادوا﴾
- الاستحباب مثل قوله تعالى: ﴿فكاتبوهم إن علمتم فيهم خيرا﴾
- التسوية مثل قوله تعالى: ﴿فاصبروا أو لا تصبروا﴾
- التعجيز مثل قوله تعالى: ﴿كونوا حجارة﴾
- التسخير مثل قوله تعالى: ﴿كونوا قردة﴾
- الإهانة مثل قوله تعالى: ﴿ذق إنك أنت العزيز الكريم﴾
- الإكرام مثل قوله تعالى: ﴿ادخلوها بسلام﴾
- التهديد مثل قوله تعالى: ﴿اعملوا ما شئتم﴾
- الدعاء مثل قوله تعالى: ﴿رب اغفر لي﴾
- الخبر مثل حديث: «إذا لم تستح فاصنع ما شئت»

## النهي
النهي بمعنى: طلب الكف عن شيء، ويقابله الأمر. وعرفه علماء أصول الفقه بأنه: «اقتضاء كف على جهة الاستعلاء». وظاهر النهي التحريم مع احتمال الكراهة.

### الفرق بين الأمر والنهي
الأمر هو: طلب إيجاد الفعل.

النهي: طلب الاستمرار على عدم الفعل.
- النهي: يقتضي طاعة المأمور لكن لا بفعل المأمور به بل بالكف عن المنهي عنه
- متعلق الطاعة في الأمر الفعل وفي النهي الكف.

## صيغة النهي
- قول الله تعالى: ﴿واجتنبوا قول الزور﴾
- قوله تعالى: ﴿لا تقربوا الزنا﴾
- قوله تعالى: ﴿وذروا ما بقي من الربا﴾